# Agrofotovoltaikus rendszerek
Az agrofotovoltaikus rendszerek, röviden agroPV vagy APV, olyan energetikai és agrár megoldások, ahol egyazon földterületen történik mezőgazdálkodás és fotovoltaikus (PV) napelemekkel való villamosenergia-termelés. A napelemparkok ilyen jellegű kihasználása nem újkeletű megközelítés, a fény megosztásán alapuló gondolat – mely szerint a napfény elegendő mind a PV panelek energiatermeléséhez, mind pedig a növények növekedéséhez – már 1981-ben megfogant Adolf Goetzberger és Armin Zastrow fejében, azóta pedig számos park esetében meg is valósult. Sokféleképpen kialakíthatók az agroPV rendszerek mind növénytermesztés, mind pedig állattenyésztés tekintetében, így alkalmasak például leveles zöldségek, bogyós gyümölcsök, almafélék termesztésére, de juhok, szamarak, baromfik legeltetésére is.

## Története
Adolf Goetzberger és Armin Zastrow 1981-ben javasolták a termelési hatékonyság javítása érdekében a napenergia kettős hasznosítását, mellyel a fotovoltaikus villamosenergia-termelés és a mezőgazdálkodás közötti földhasználat versenyének problémájára kívántak megoldást nyújtani.
A többcélú, párhuzamos földhasználat gyakorlati megvalósítására azonban csak évtizedekkel később került sor. 2004-ben Japánban Akira Nagashima mezőgazdasági gépészmérnök arra a megállapításra jutott, hogy a fotovoltaikus rendszereket és a mezőgazdálkodást egyesíteni szükséges a fény hasznosításának maximálázása érdekében. Kifejlesztette és szabadalmaztatta az első, emelvényre helyezett (úgynevezett stilt-mounted) napelempanel-struktúrát 2004-ben. Ez a panel-elrendezés elegendő fénymennyiséget biztosít a panelek alatt termesztett növények növekedéséhez és fejlődéséhez, valamint lehetővé teszi a mezőgazdasági gépek szabad mozgását is az ültetvényben. A szabadalomra épülő agrofotovoltaikus rendszerrel kapcsolatos első részletes kísérletre a franciaországi Montpellier-ben került sor 2013-ban. Ezt követően Japánban és az Amerikai Egyesült Államokban végeztek hasonló kísérleteket.
Az agroPV rendszerek dinamikus fejlődésen estek át az elmúlt években, a beépített kapacitásuk pedig exponenciálisan emelkedett: amíg 2012-ben csupán 5 MWp-ról beszélhettünk, addig 2020-ra elérte a 2,8 GWp-t. Mindehhez hozzájárultak az állami támogatási programok Japánban (2013), Kínában (2014), Franciaországban (2017), az USA-ban (2018), és legutóbb Koreában is.

## Rendszertípusok
Három alapvető agroPV rendszert lehet elkülöníteni a napelem panelek pozíciója alapján: földre telepített napelem panelsorok közötti mezőgazdálkodás, emelvényre helyezett napelem panelek alatti mezőgazdálkodás és a napelemes üvegházak rendszerét.
Mezőgazdasági oldalról vizsgálva a termőföld-hasznosítás módja szerint megkülönböztetünk szántóföldre, legelőre és üvegházra tervezett napelemparkot.
A panelek telepítése lehet továbbá fix vagy dinamikus. A legegyszerűbb kivitelezési megoldás a fix telepítésű, vagyis rögzített tengelyű napelem panelek installációja üvegházakra, nyílt terepen a növények fölé, vagy a növénysorok közé. Ezek a rendszerek többnyire egyszerűen szétszerelhető, könnyű fémszerkezetekből állnak, kis méretű napelem panelekkel a szélállóság érdekében. A dinamikus telepítésű napelem panelek esetében napkövető rendszereket alkalmaznak. Ezek lehetnek egy-, illetve kéttengelyes megoldások, ahol a panelek pozíciója távvezérléssel vagy manuálisan beállítható. Ezek a rendszerek komplex időjárási szoftverek segítségével lehetővé teszik a páratartalom, a hőmérséklet és a fény optimalizálását, ezáltal a növények igényeihez igazíthatók.
Az installáció során különböző változókkal kell számolni, melyekkel maximalizálható mind a napelem panelek és a növények által felhasznált napenergia. Ezek közül kiemelendő a napelem panelek dőlésszöge, tájolása, a mezőgazdasági tevékenység típusa – ami meghatározza a PV panelek talajhoz viszonyított magasságát, valamint a panelsorok közti távolságot –, illetve számolni kell a terület éghajlatával, kiemelten a napsugárzással.

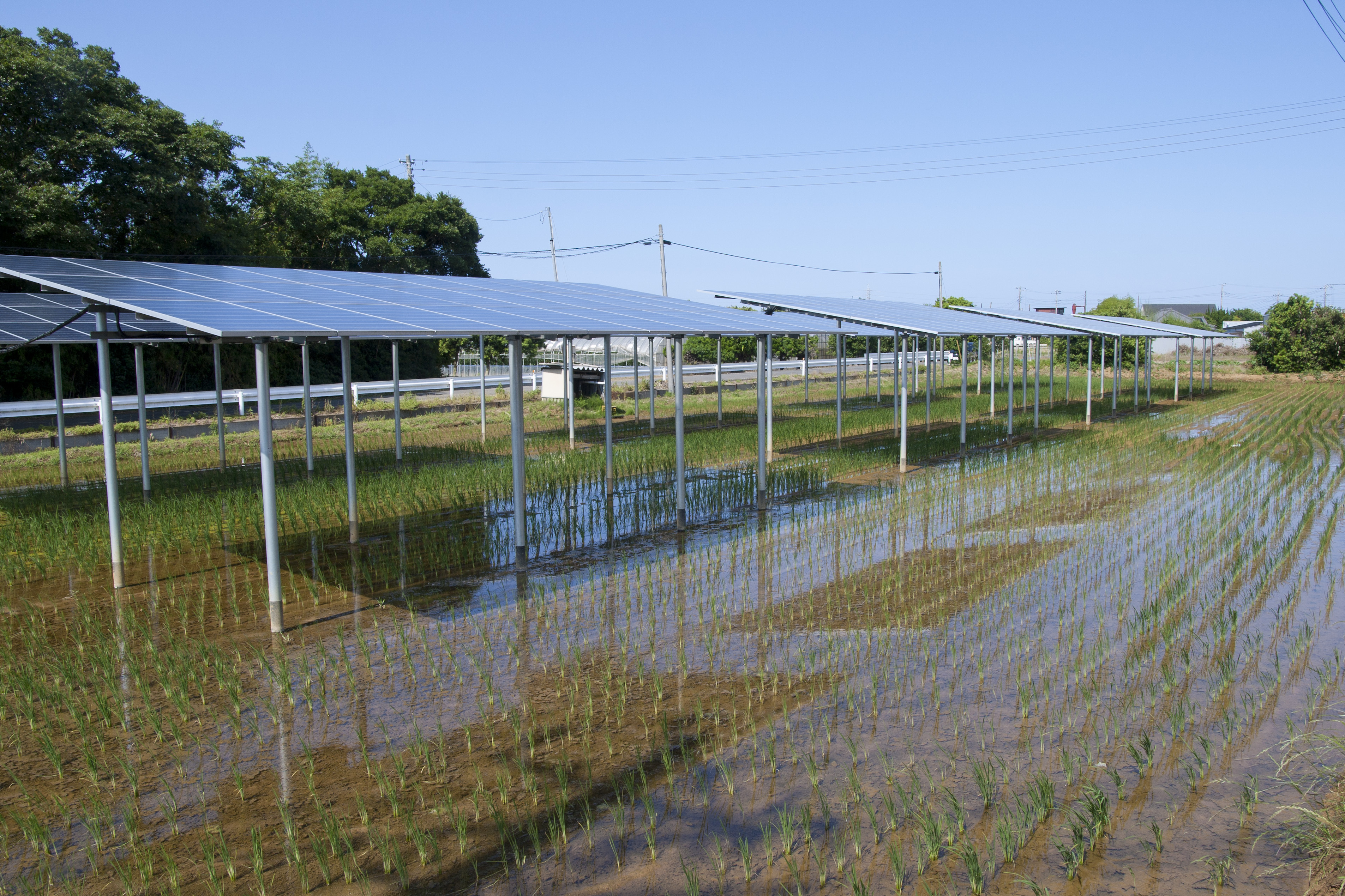
Rizsföldekre telepített napelem panelek a Solar sharing projekt keretében (Japán, Ibaraki prefektúra)

## Alkalmazhatóság
A mezőgazdasági rendszerek egyik alapvető célja, hogy a földterületek hosszú távon alkalmasak legyenek növénytermesztésre, legeltetésre, mely célt szem előtt tartva alakítják ki az agrofotovoltaikus rendszereket is.
Szimulációk és tanulmányok eredményei azt mutatják, hogy az agroPV rendszer reális és hatékony megoldás a többcélú és felelős termőföld-használatra, mivel a napelemes villamosenergia-termelés és az árnyéktűrő növények termesztése egymással összeegyeztethetők. Ugyanazon termőföldterület villamosenergia-termelési és növénytermesztési célra történő párhuzamos és egyidejű használata során az energia-előállítás és a termesztés/termékenység egymás hatékonyságát nemhogy nem csökkentik, hanem bizonyos esetekben szinergikus hatást kifejtve még növelik is. A kísérleti létesítmények gyakran rendelkeznek viszonyítási alapként szolgáló kontroll mezőgazdasági területekkel, így vizsgálva az eszközöknek a növények fejlődésére gyakorolt hatásait.
Az agrofotovoltaikus gazdálkodás az árnyéktűrő növények esetében működik a legjobban. Az agroPV rendszerekben potenciálisan termeszthető növények a teljesség igénye nélkül: szántóföldi növények (pl. kukorica), takarmánynövények (pl. fű- és herefélék, lucerna), leveles zöldségek (pl. saláta), különböző almafélék és csonthéjas gyümölcsök (pl. sárgabarack), bogyós gyümölcsök (pl. málna) és szőlő. Továbbá néhány nem hagyományos szántóföldi termény esetében is előnyös, mint például a jamgyökér, a manióka, taró és az édesburgonya.

## Előnyök
Az agroPV rendszer működésének potenciálja a földhasználat gazdaságosságának növelésén túl a napelemek által létrehozott speciális mikroklímában rejlik.
- a napelemek védelmet biztosítanak a növényeknek és a talajnak a túlzott napsugárzás ellen;[1]
- napkövető PV rendszerrel optimalizálható a termények számára elérhető fénymennyiség;[16]
- a napelem panelek mérséklik a növényzetet érő hőmérsékletet és az evapotranspirációt (a növényzet és a talaj együttes párolgását),[17] így akár 20%-kal csökkenhet az öntözési igény;[3][8]
- hő- és vízháztartás-szabályozó tulajdonsága miatt hasznosak a nyári növények számára, valamint fontos lehet mindazok növények esetében is, amelyek a (jellemzően az éghajlatváltozás okozta) hőmérséklet-emelkedésre különösen érzékenyek;[18]
- a napelemek lehetőséget adnak a csapadék irányított elvezetésére, későbbi öntözés céljából való összegyűjtésére;[3]
- szélerózió csökkentő hatásuk van;[3]
- a talaj termelékenysége akár 60-70%-kal is növekedhet;[19]
- a napelempanelek állványa alkalmas védőháló vagy fólia rögzítésére;[3]
- a PV panelek teljesítménye növekszik a növények párologtatása miatti természetes hűtőhatás révén;[3]
- a kétoldalú panelek teljesítménye fokozható a nagyobb horizontális és vertikális telepítési távolságok által;[3]
- az adott régióban gazdasági értéknövekedés érhető el a vidékfejlesztés előnyei által, a terület gazdasági értéke akár 30%-kal is növekedhet;[1][20]
- lehetőséget teremt a mezőgazdasági egységek (farmok) önellátó megújuló forrásból származó energiatermelésére és/vagy -ellátására;[3]
- a komplex agroPV rendszerek segítségével az intenzív emberi tevékenységtől és a káros mezőgazdasági eljárások használatától mentes környezet hozható létre, mely kedvező életfeltételt jelent a különféle rovar- és méhpopulációknak is, lehetőséget teremt akár méhrezervátum kialakítására, ami kifejezetten előnyös a termesztett növények beporzásának.[21]

## Hátrányok
- az árnyékolás miatt a búzához hasonló fényigényes növények termesztésére nem alkalmasak az agrofotovoltaikus rendszerek;[1]
- az üvegházak esetében kialakított agroPV rendszerek hatékonysága további fejlesztéseket igényel (földre telepített PV-rendszerek hatékonyságához és a hagyományos üvegházban termesztett növények terméshozamához viszonyítottan a szimulációk alapján kapott terméshozam és a termelt villamosenergia-mennyiség is alacsonyabb volt),[18][22]
- szántóföldi munkagépek nagyobb mértékű kiporzást okoznak egy hagyományos PV parkhoz mérten, ami a panelek gyakoribb mosását, így a karbantartási költségek növekedését eredményezheti;[1]
- kivitelezése a technológiai kihívások miatt drágább lehet egy hagyományos napelemparkénál.[23][24][25]

## Európai uniós célkitűzések
Az agrofotovoltaikus rendszerek magasabb arányú elterjedésének egyik nehézsége abban rejlik, hogy a mezőgazdasági termelésre vonatkozó korlátozások országonként eltérőek a jogszabályoktól, illetve a termény típusától, és az agrárszabályozó rendszer céljaitól függően (mezőgazdasági termelés mennyiségének optimalizálása, mezőgazdasági termékek minősége, energiatermelés).
A 2019 decemberében közzétett európai zöld megállapodás célja az Európai Unió gazdaságának modern, erőforrás-hatékony és versenyképes gazdasággá való átalakítása figyelemmel az éghajlatváltozásban és a környezet károsodásában rejlő veszélyekre. Ennek megfelelően az éghajlatbarát élelmiszer- és mezőgazdasági rendszer kialakítása és fenntartása az európai zöld megállapodás egyik kiemelt kezdeményezése, amely egyedülálló lehetőséget teremt az agroPV berendezések fejlesztésére. Ezek az innovatív technológiák optimalizálhatják a mezőgazdasági földhasználatot, új bevételi forrásokat biztosíthatnak a vidéki közösségek számára, és lehetővé teszik az EU mezőgazdaságának az éghajlatváltozás elleni globális küzdelemhez történő hozzájárulását.
A 2020-ban megjelent „Termelőtől a fogyasztóig” stratégia és a Biodiverzitási stratégia meghatározott lépésekkel kívánja előmozdítani az egészségesebb és fenntarthatóbb európai uniós élelmiszerrendszer kialakítását, a tiszta, körforgásos gazdaságra való áttérést és a hatékonyabb erőforrás-gazdálkodást, valamint a környezetszennyezés csökkentését, az ökoszisztémák védelmét és a biológiai sokféleség helyreállítását. Ezen célokhoz az agro PV rendszerek is hozzá tudnak járulni.
A telepített agrofotovoltaikus rendszerek csúcsteljesítménye 2020-ra világszinten elérte (a 2012-es 5 MW-ról) a 2,8 GW-ot, ami részben a Japánban, Kínában, Franciaországban, az USA-ban és Koreában biztosított állami finanszírozási programok révén vált lehetővé. A kísérleti eredmények biztatóak, ugyanakkor hosszú az út a technológia tömeges elterjedéséig, addig pedig számos (pl. jelentős engedélyeztetési és finanszírozhatósági) kihívással kénytelen megküzdeni az iparág. A technológiában rejlő lehetőségek kiaknázását leginkább a nem megfelelő szabályozási keretek (pl. a kettős földhasználat jogi definíciójának hiánya vagy a technológia támogatási programjának hiánya) hátráltatják. A jövőbeli telepítések kapcsán sok ország és régió esetében máig kulcskérdés a technológia korai társadalmi elfogadottsága és annak erősítési lehetőségei. A kísérleti üzemek és projektek folytatása nyomán várhatóan a jövőben megválaszolhatók lesznek a szintén akadályként számontartott, még fennálló kérdések (pl. ökológiai és gazdasági lehetőségek és kockázatok; nem technológiai és társadalmi sikertényezők), továbbá meghatározhatóvá válnak a különböző megközelítések közös nevezői és a szinergiahatások is. Ugyanakkor a fotovoltaikus rendszerek iránti befektetési hajlandóság fokozása érdekében globális szemléletváltásra is szükség van, amiben fontos szerep jut a közösségi és a nemzeti szakpolitikáknak és politikai programoknak egyaránt. Ehhez elsősorban arra lesz szükség, hogy az agrár PV mint technológia és megoldási eszköz mielőbb része legyen mind az európai uniós közös agrárpolitikának, mind a kapcsolódó közösségi stratégiáknak, nem utolsósorban pedig a vonatkozó tagállami szabályozásoknak.